# Andrija Štampar

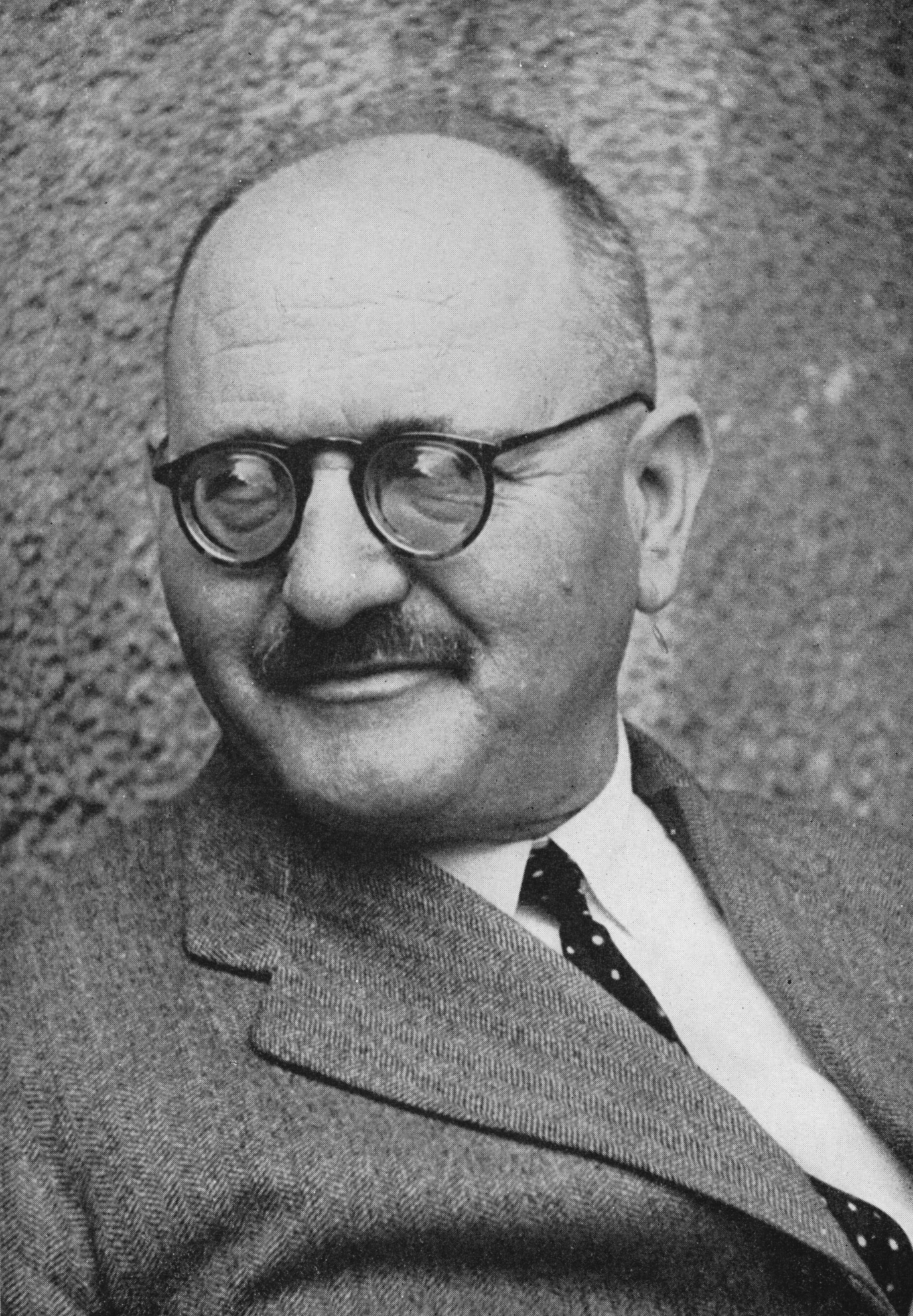
Andrija Štampar (1938)

Andrija Štampar (* 1. September 1888 in Brodski Drenovac bei Pleternica, Slawonien, Königreich Kroatien und Slawonien; † 26. Juni 1958 in Zagreb, Jugoslawien) war ein jugoslawischer Mediziner.

## Leben und Wirken
Andrija Štampar wuchs in Brodski Drenovac, einem kleinen Dorf in einer ländlichen Region als Sohn des Dorfschullehrers auf. Aufgrund der schlechten hygienischen Verhältnisse gab es in diesem Dorf eine hohe Kindersterblichkeit, gegen die schon sein Vater, Ambroz Štampar, anzukämpfen versuchte. Von 1898 bis 1906 besuchte Andrija Štampar das Gymnasium in Vinkovci. Ab 1906 studierte er Medizin an der Universität Wien und er schloss dieses Studium am 23. Dezember 1911 mit einer Dissertation ab. Schon als Student interessierte er sich für Fragen der Gesundheitspolitik und er begann mit der Veröffentlichung einer Reihe, die «Öffentliche Gesundheitsbibliothek» genannt wurde und in der Fragen der Vorbeugung und der Aufklärung behandelt wurden. In Wien hörte er auch Vorlesungen über Sozialmedizin bei Ludwig Teleky. Vom 1. Januar 1912 bis zum 8. August 1913 arbeitete Štampar als Arzt im Stadtkrankenhaus von Karlovac. Durch Verordnung des Präfekten des Bezirks Požega wurde er 1913 zum Bezirksarzt von Nova Gradiška ernannt.
Nach dem Ersten Weltkrieg waren weite Gebiete des SHS-Staates, des späteren Jugoslawien, weitgehend zerstört, und Epidemien bedrohten die Bevölkerung. In dieser Situation wurde Štampar mit der Leitung der Hygiene-Abteilung des jugoslawischen Gesundheitsministeriums in Belgrad betraut. Bis 1930 baute das Ministerium mehr als 250 mit dem Gesundheitssystem verbundene Institutionen auf, von zentralen Forschungs- und Verwaltungszentren in jeder Provinz bis zu hunderten von «Gesundheitszentren» auf dem Land. Mit der Unterstützung der Rockefeller-Stiftung eröffnete er 1927 eine «Schule für Öffentliches Gesundheitswesen» und ein Hygiene-Institut in Zagreb. Eine Besonderheit der «Schule für Öffentliches Gesundheitswesen» war die Einrichtung einer «Bauern-Universität», an der Dorfbewohner über drei bis fünf Monate geschult wurden, bevor sie mit medizinischem Grundwissen in ihre Dörfer zurückkehrten. Štampars Arbeit fand Opposition insbesondere bei ärztlichen Kollegen, die ihr Behandlungsmonopol gefährdet sahen. Er überlebte zwei Mordanschläge und Politiker wurden gegen ihn mobilisiert.
Nachdem 1929 in Jugoslawien eine monarchistische Diktatur etabliert worden war, wurde Štampar 1930 von seinem Amt als Direktor des Belgrader Gesundheitsministeriums entbunden. In der Folge arbeitete er für die Gesundheitsorganisation des Völkerbundes und reiste von 1931 bis 1933 in Europa und in den USA. Im Auftrag des Völkerbundes arbeitete er von 1933 bis 1936 beim Aufbau des Gesundheitssystems in China mit. Bei seiner Rückreise von China über Moskau 1936 begegnete er dort dem Medizinhistoriker Henry E. Sigerist, mit dem er fortan freundschaftlich verbunden war und dem er im Herbst 1938 einen Überblick über das Jugoslawische Gesundheitswesen verschaffte. Von 1938 bis 1939 lehrte Štampar an Universitäten in den USA und in Kanada über Hygiene und über Sozialmedizin.

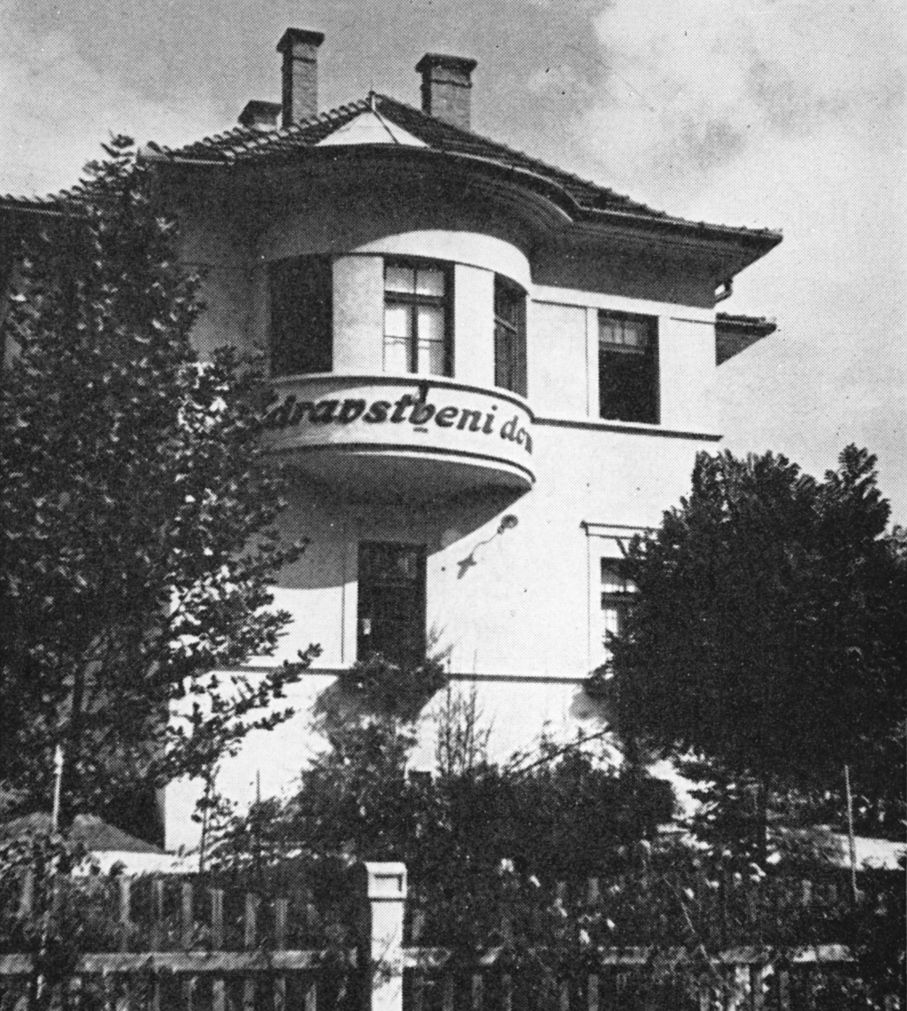
Gesundheitszentrum in Lukovica 1938

In neun Thesen fasste Štampar 1938 seine Sicht zu Fragen des Gesundheitswesens zusammen:
1. Die Unterrichtung der Menschen ist wichtiger als die Festlegung von Gesetzen. Daher basiert unsere Arbeit in Jugoslawien lediglich auf drei kurzen Gesetzen.
2. Es ist sehr wichtig, dass eine korrekte Einstellung der Gesellschaft zu Fragen des Gesundheitswesens vorbereitet wird.
3. Fragen des Gesundheitswesens und die Arbeit, die getan werden muss, um dieses voranzubringen, sind kein Monopol der Ärzteschaft. Jeder ohne Unterschied sollte daran beteiligt sein. Nur durch diese allumfassende Zusammenarbeit wird das Gesundheitswesen verbessert.
4. Der Arzt sollte vor allem Sozialarbeiter sein. Individuelle Therapie allein bringt ihn nicht weit – allein soziale Therapie führt zu wirklichen Errungenschaften.
5. Ein Arzt sollte in ökonomischer Hinsicht nicht von seinen Patienten abhängig sein, denn dadurch würde er in seinen wesentlichen Aufgaben behindert.
6. Im öffentlichen Gesundheitswesen sollte kein Unterschied zwischen Reichen und Armen gemacht werden.
7. Es ist notwendig, ein Gesundheitssystem aufzubauen, in dem der Arzt den Patienten auswählt und nicht der Patient den Arzt. Nur so kann die beständig zunehmende Zahl derjenigen in unsere Obhut genommen werden, deren Gesundheit wir schützen sollten.
8. Der Arzt sollte Lehrer des Volkes sein.
9. Fragen des Gesundheitssystems haben mehr ökonomische als humanitäre Bedeutung. Hauptarbeitsplatz des Arztes ist der Aufenthaltsort der Menschen – dort wo sie leben und arbeiten – und nicht das Labor oder das ärztliche Sprechzimmer.[3]

Als die politischen Verhältnisse in Jugoslawien sich 1939 erneut veränderten, kehrte Štampar nach Zagreb zurück und übernahm die Lehrstühle für Hygiene und Soziale Medizin. 1940–1941 war er Dekan der Medizinschule. Der Einmarsch der Wehrmacht im April 1941 führte zu seiner Verhaftung. Bis zur Befreiung durch die Rote Armee 1945 war er in Graz inhaftiert.
Im Mai 1945 wurde er wieder Professor an der Zagreber Medizinschule und Direktor der «Schule für Öffentliches Gesundheitswesen». 1945 bis 1946 war er Rektor der Universität Zagreb, 1952 bis 1957 Dekan der Medizinischen Fakultät.
Štampar war einer der Gründer der WHO und er war aktiv am Aufbau von Gesundheitssystemen in Afghanistan, Ägypten, Sudan und Äthiopien beteiligt.
Die 1946 in der Präambel der WHO-Konstitution aufgeführte Definition von Gesundheit als
„Zustand vollkommenen körperlichen, geistigen und sozialen Wohlbefindens und nicht lediglich als das Fehlen von Krankheit und Schwäche“
geht auf einen Vorschlag von Andrija Štampar zurück.
1948 war er der Vorsitzende der ersten WHO-Generalversammlung in Genf und er arbeitete bis zu seinem Tod aktiv in der WHO.